# 遊びにきてね
「遊びにきてね」（あそびにきてね）は、1990年5月21日にCBS・ソニーから発売されたPSY・S13枚目のシングル。

## 解説
テレビ朝日系「いつか行く旅」エンディングテーマ。
6thアルバム『SIGNAL』先行シングルの位置付けである本楽曲だが、アルバム・バージョンで収録されたため、当シングルのテイクはベスト・アルバム『TWO BRIDGES』のみに収録。

## 収録曲
| 全作曲・編曲: 松浦雅也。 |                        |           |            |      |
| #                        | タイトル               | 作詞      | 作曲・編曲 | 時間 |
| 1.                       | 「遊びにきてね」       | 森雪之丞  | 松浦雅也   | 4:43 |
| 2.                       | 「セパレイト・ブルー」 | 神沢礼江  | 松浦雅也   | 4:22 |
| 合計時間:                | 合計時間:              | 合計時間: | 9:05       |      |